# Escuela Cusqueña
La Escuela Cusqueña fue una generación de alumnos de la Universidad Nacional San Antonio Abad del Cusco que, a inicios del siglo XX se agruparon en torno a ideas regionalistas, indigenistas y descentralistas y cuyo origen se remonta a la creación del Centro Científico del Cusco.
Tamayo Herrera señala que fue la generación más brillante que se produjo en el Cusco durante el siglo XX y la que tuvo un periodo de influencia más largo. Se articuló mediante la revisa "La Sierra" y entre sus principales miembros destacan Félix Cosío Medina, José Uriel García, Miguel Corazao, Francisco Tamayo Pacheco, José Mendizábal, Rafael Aguilar Páez, Luis Aguilar Casanova, Humberto Luna, Manuel Edmundo Montesinos Muñoz, Manuel Silvestre Frisancho, Francisco Ponce de León Pacheco, Roberto Garmendia Castañeda, Luis E. Valcárcel, Luis Rafael Casanova Zúñiga, Alberto Delgado Díaz y Rafael Paredes quienes tuvieron gravitante participación en la vida académica y política del Cusco.

#### Libros y publicaciones
- Rénique C., José Luis (1980). «El Centro Científico del Cusco (1897- 1907)». Histórica IV (1).
- Tamayo Herrera, José (1981). Historia Social del Cuzco Republicano. Lima: Universo.

- Datos: Q116342332

- Datos: Q116342332